# Sparviero-klass
Sparviero-klass är en klass italienska robotbåtar med bärplan byggda på 1970-talet. Med ett deplacement på bara 60 ton är de bland de minsta robotbåtar som byggts. Tre fartyg i klassen har tillverkats på licens i Japan. De japanska fartygen har annorlunda beväpning och går därför under namnet 1-go-klass.

## Historia
I slutet av 1960-talet designade Carlo Rodriguez med stöd av Boeing en bärplansbåt delvis baserad på Boeings testfartyg USS Tucumcari. Italiens flotta beställde en första prototyp med namnet Sparviero (sparvhök) 1970. Fartyget började byggas av Alinavi i La Spezia i april 1971 och sjösattes 9 maj 1973. Fartyget togs i tjänst 15 juli 1974, men några fler fartyg var egentligen inte påtänkta. I stället var planen att Italien skulle köpa ett antal fartyg av Pegasus-klass från USA. Amerikanska flottans ovilja att satsa pengar på Pegasus-klassen gjorde dock att Italien 1977 valde att i stället beställa ytterligare sex fartyg av Sparviero-klass, den här gången av Fincantieri som köpt upp Alinavi.
Även om fartygen var snabba och tungt beväpnade för sin storlek var de inte helt lyckade. De hade svårt att operera i grov sjö och även i lugnt väder hade de problem med vibrationer. De var inte heller så snabba som planerat. Planerna på att byta ut Rolls-Royce Proteus mot en större gasturbin från Allison lades ner av kostnadsskäl. I stället installerades vatteninsprutning i gasturbinen för att temporärt kunna öka effekten.
År 1991 tecknade Japan ett avtal med Fincantieri för att tillverka upp till 12 stycken fartyg på licens för att ersätta sina äldre torpedbåtar. Sumitomo började bygga de två första båtarna i mars 1991. Övriga båtar sköts på framtiden på grund av kostnaderna för Japans deltagande i Gulfkriget. Ett tredje fartyg började byggas i mars 1993, men inga fler fartyg beställdes. De japanska båtarna hade SSM-1B i stället för Otomat vilket gjorde att man fick plats med fyra robotar i stället för två. I normala fall bärs dock bara två robotar. Även 76 mm-kanonen byttes ut mot en 20 mm Vulcan automatkanon.
Sparviero och Nibbio avrustades 1991 respektive 1998 följt av resterande fartyg i klassen 2005. De japanska fartygen avrustades också några år senare.

## Fartyg i klassen

### Italien
| Namn      | Nummer | Kölsträckt       | Sjösatt          | Tagen i tjänst    | Avrustad          |
| --------- | ------ | ---------------- | ---------------- | ----------------- | ----------------- |
| Sparviero | P 420  | april 1971       | 9 maj 1973       | 15 juli 1974      | 30 september 1991 |
| Nibbio    | P 421  | 1 augusti 1977   | 29 februari 1980 | 7 mars 1980       | 10 oktober 1996   |
| Falcone   | P 422  | 1 oktober 1977   | 27 oktober 1980  | 7 mars 1982       | 1 augusti 2005    |
| Astore    | P 423  | 1 juli 1978      | 20 juli 1981     | 5 februari 1983   | 1 augusti 2005    |
| Grifone   | P 424  | 15 november 1978 | 1 december 1981  | 5 februari 1983   | 1 augusti 2005    |
| Gheppio   | P 425  | 16 maj 1979      | 24 juni 1982     | 20 september 1983 | 1 augusti 2005    |
| Condor    | P 426  | 21 mars 1980     | 25 januari 1983  | 7 april 1984      | 1 augusti 2005    |

### Japan
| Namn  | Nummer | Kölsträckt   | Sjösatt      | Tagen i tjänst | Avrustad     |
| ----- | ------ | ------------ | ------------ | -------------- | ------------ |
| PG 01 | 821    | 25 mars 1991 | 17 juli 1992 | 22 mars 1993   | 6 juni 2008  |
| PG 02 | 822    | 25 mars 1991 | 17 juli 1992 | 22 mars 1993   | 6 juni 2008  |
| PG 03 | 823    | 8 mars 1993  | 15 juni 1994 | 13 mars 1995   | 24 juni 2010 |